# Vasiliki Alexandri
Vasiliki-Pagona Alexandri (Marusi, Grecia, 15 de septiembre de 1997) es una deportista austríaca que compite en natación sincronizada. Sus hermanas trillizas Anna-Maria y Eirini-Marina compiten en el mismo deporte.
Ganó dos medallas en el Campeonato Mundial de Natación de 2023 y cinco medallas en el Campeonato Europeo de Natación, entre los años 2022 y 2025.

## Palmarés internacional
| Campeonato Mundial | Campeonato Mundial | Campeonato Mundial | Campeonato Mundial |
| Año                | Lugar              | Medalla            | Prueba             |
| ------------------ | ------------------ | ------------------ | ------------------ |
| 2023               | Fukuoka (Japón)    | Medalla de plata   | Solo técnico       |
| 2023               | Fukuoka (Japón)    | Medalla de plata   | Solo libre         |
| Campeonato Europeo |                    |                    |                    |
| Año                | Lugar              | Medalla            | Prueba             |
| 2022               | Roma (Italia)      | Medalla de bronce  | Solo técnico       |
| 2022               | Roma (Italia)      | Medalla de bronce  | Solo libre         |
| 2024               | Belgrado (Serbia)  | Medalla de oro     | Solo técnico       |
| 2024               | Belgrado (Serbia)  | Medalla de oro     | Solo libre         |
| 2025               | Funchal (Portugal) | Medalla de oro     | Solo técnico       |